# Merce
Una merce è un bene economico, naturale o manufatto, suscettibile di essere scambiato con altri beni (e si parla in questo caso di baratto), oppure contro denaro all'interno di un mercato. 
Non vengono definiti come merci né i beni in attesa della vendita presso i produttori né quelli presso il consumatore. L'origine del termine è riconducibile al greco meiromai (= partecipare, aver parte), e poi al latino merere (nel senso di "meritare", "guadagnare").

## Natura della merce
La merce è di natura concreta (consiste cioè in oggetti materiali, semplici o complessi), e viene considerata differente dai beni immateriali, cioè dai servizi.
La merce è il mattone elementare di cui si costituisce la ricchezza. Ma un oggetto, per essere considerato segno o fonte di ricchezza, deve avere un valore. Tale valore, che si determina solo nel momento in cui esso viene reso disponibile - e scambiabile - su un mercato, è ciò che fa di un oggetto una merce.
Secondo Adam Smith:
Il prezzo reale di ogni cosa, ciò che ogni cosa realmente costa all’uomo che vuole procurarsela, è la fatica e l’incomodo di ottenerla. Ciò che ogni cosa realmente vale per l’uomo che l’ha acquisita e che vuol disporne o cambiarla con qualcos’altro, è la fatica e l’incomodo che può risparmiargli e imporre agli altri. Risulta così in modo evidente che il lavoro è la sola misura universale e precisa del valore, ossia la sola norma con la quale possiamo confrontare i valori delle differenti merci in tutti i tempi e in tutti i luoghi.»

## La merce nell'interpretazione marxista

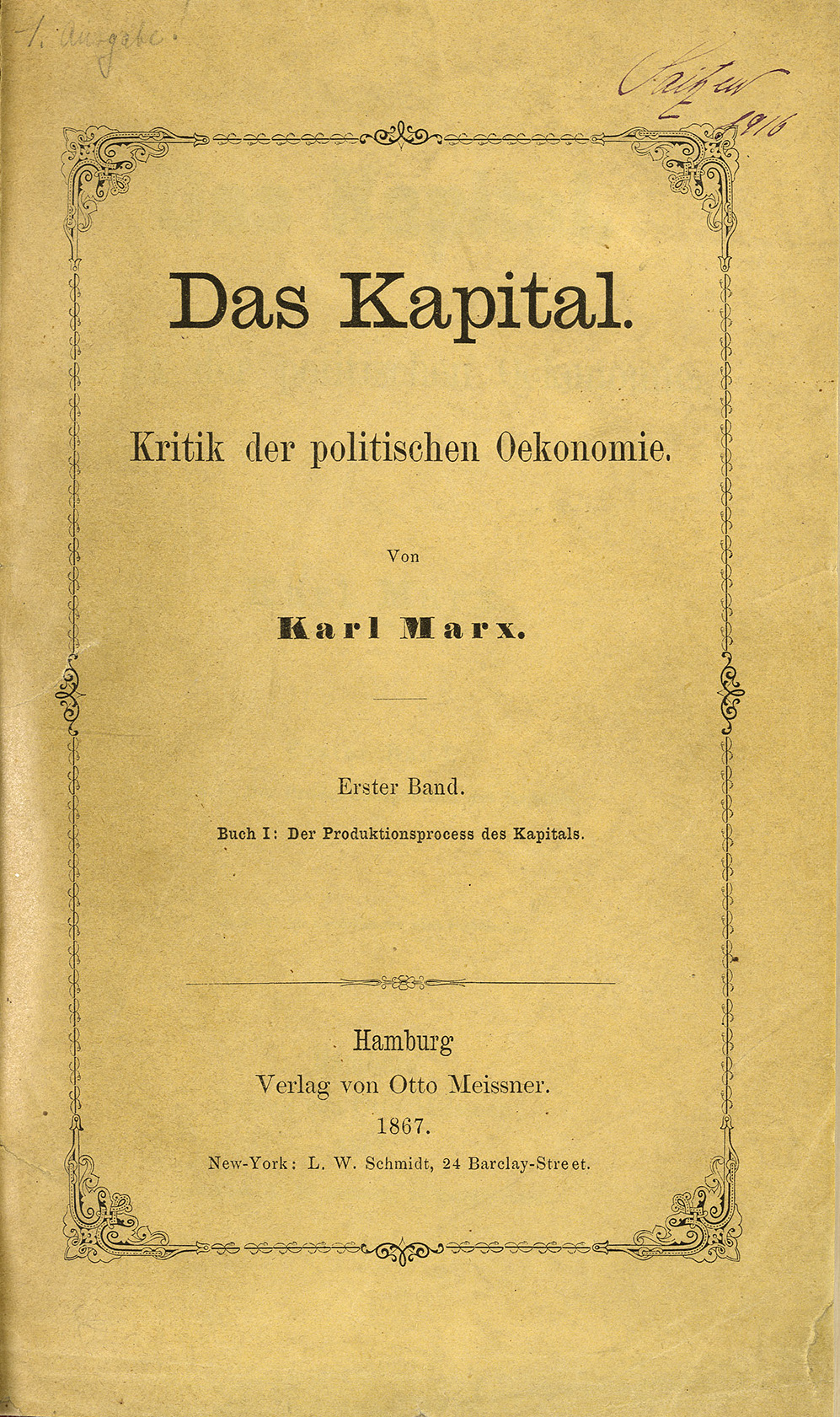
La prima edizione de Il capitale

L'economia classica considerava fatti di per sé evidenti quelli che con il metodo marxiano divengono invece problemi da spiegare. Ad esempio che cos'è la merce? Per l'economia classica è un bene economico mobile destinato alla vendita.
La merce, forma elementare della ricchezza nella società capitalistica, per Marx è innanzi tutto un valore d'uso, un oggetto utile che soddisfa bisogni umani di qualunque specie (ad esempio il grano è una merce perché soddisfa il bisogno dell'alimentazione). Ma ogni merce è depositaria anche di un altro valore che permette il suo scambio con certe quantità di altre merci; ha anche un valore di scambio. Per esempio, si può scambiare mezza tonnellata di ferro con 13 chili di grano o, in generale, X quantità della merce A con Y quantità di merce B e Z merce C con W merce D ecc.
Dunque una determinata merce ha insieme un valore d'uso, in relazione alla sua qualità, e un valore di scambio, in relazione alla sua quantità; il primo valutato in funzione del consumo, il secondo in funzione dello scambio.
Ma perché X merce A è scambiabile con Y merce B ecc.? Nell'esempio di Marx: "un'opera di Properzio e otto once di tabacco da fiuto possono avere lo stesso valore di scambio nonostante la diversità fra il valore d'uso di un tabacco o di un'elegia". Devono avere in comune qualcosa, della stessa grandezza, che non sia né A né B né C ecc. Si potrebbe dire che le due merci scambiate hanno la stessa quantità di denaro: ma questa non è una risposta; ci si può infatti chiedere perché la stessa quantità di denaro? Per Marx, il fattore comune è la quantità di lavoro impiegato per produrle, " lavoro medio " la quantità di lavoro che è occorsa indipendentemente dall'abilità del singolo produttore delle merci oggetto dello scambio. La grandezza di valore di una merce è allora determinata dalla quantità di lavoro concreto racchiuso in essa, la quantità di lavoro equivalente al tempo di lavoro concreto medio impiegato per produrla.
Secondo altre interpretazioni del concetto di "merce" in Marx il lavoro astratto non sta ad indicare il lavoro inteso indipendentemente dalla sua qualità specifica, ma il fatto che ogni merce contiene oltre al lavoro concreto, lavoro impiegato di fatto per produrre una merce, anche il lavoro astratto quello cioè che la società riconosce socialmente utile, utile ai suoi fini. Proprio quest'ultimo elemento spiega perché due prodotti che a parità d'abilità hanno la stessa quantità di lavoro concreto, poi non abbiano lo stesso prezzo, non vengano cioè scambiati alla pari. La società riconosce minore utilità sociale al prodotto a prezzo minore, cioè in quella merce il lavoro astratto è inferiore alla quantità di lavoro concreto necessario a produrla. In una società raffinata anche se il lavoro concreto per produrre un profumo è di molto inferiore a quello necessario per allevare una pecora, il profumo avrà un prezzo più elevato perché per esso il lavoro astratto è molto superiore a quello connesso alla pecora.
La produzione capitalistica ha proprio questo di caratteristico: essa orienta la produzione in vista dei prodotti che la società ritiene più utili ai propri fini.
È chiaro quindi che il parlare della merce in sé senza far ricorso all'attività lavorativa dell'uomo è una forma di feticismo. Secondo l'interpretazione marxista, avviene in campo economico quello che già accadeva per la sfera religiosa. Quello che è un puro prodotto del cervello umano viene fatto valere come un essere indipendente: Dio. In questo modo, quelli che sono semplici prodotti della mano umana vengono rappresentati come "cose sociali" dotate di vita propria.